# Timo Salonen
Timo Salonen (Helsinque, 8 de outubro de 1951) é um ex-piloto finlandês de ralis.
Era conhecido pelo seu aspecto pouco desportivo, pesado, usava óculos e fumava, mas mesmo assim continua a ser um dos pilotos mais rápidos e competitivos deste desporto.

## Carreira
A carreira de Salonen no Mundial de Rallies começou com a Nissan, sobretudo em eventos de longa distância. Em 1984, contudo conseguiu ficar entre os 10 primeiros no final da temporada, levando ao convite por parte da Peugeot em 1985. Começou por ter um papel secundário com a presença de Ari Vatanen, mas depressa provou a sua capacidade de condução e liderança, especialmente após o quase fatal acidente de Ari na Argentina.
Venceu o Campeonato do Mundo e manteve-se na Peugeot em 1986, terminando atrás do Lancia de Markku Alén e o seu companheiro de equipa Juha Kankkunen. Salonen mudou-se para a Mazda, conseguindo uma vitória no mítico Rali da Suécia em 1987. O seu último rallie foi em 1992, no Rali de Portugal com um Mitsubishi Galant VR-4, até regressar em 2002 no Rali da Finlândia. Conseguiu com o seu Peugeot 206 WRC o 14º lugar da geral. Também enveredou no mundo do Todo-Terreno nos anos 90, sendo um dos pilotos oficiais do Citroen ZX Rallye-Raid em várias edições do Rali Dakar.